# Stari Krîvotulî, Tîsmenîțea
Stari Krîvotulî (în ucraineană Старі Кривотули) este localitatea de reședință a comunei Stari Krîvotulî din raionul Tîsmenîțea, regiunea Ivano-Frankivsk, Ucraina.

## Demografie
Componența lingvistică a localității Stari Krîvotulî
     Ucraineană (99,92%)
     Alte limbi (0,08%)
Conform recensământului din 2001, majoritatea populației localității Stari Krîvotulî era vorbitoare de ucraineană (99,92%), existând în minoritate și vorbitori de alte limbi.